# Buslijn 601
Buslijn 601, Binnenringbus Leuven is een buslijn in de gemeente Leuven, die wordt geëxploiteerd door de De Lijn. De buslijn volgt de Leuvense ring in wijzerzin. Deze lijn kwam er sinds 22 april 2014 in navolging van de sinds 2007 zeer populaire Buslijn 600. Er was in 2007 al sprake van dat deze buslijn er zou komen, maar eerst waren er nog vrij ingrijpende aanpassingswerken nodig aan de Rennes-singel om de bussen toe te laten vlot de Gasthuisbergsite te bereiken vanaf de binnenkant van de ring. Daarbij moet de buitenring linksaf worden overgestoken. Dit is enkel toegelaten voor bussen van De Lijn.
De bus rijdt om de 10 minuten van maandag tot vrijdag tussen 6 en 20u, op zaterdagen tussen 8 en 22u.

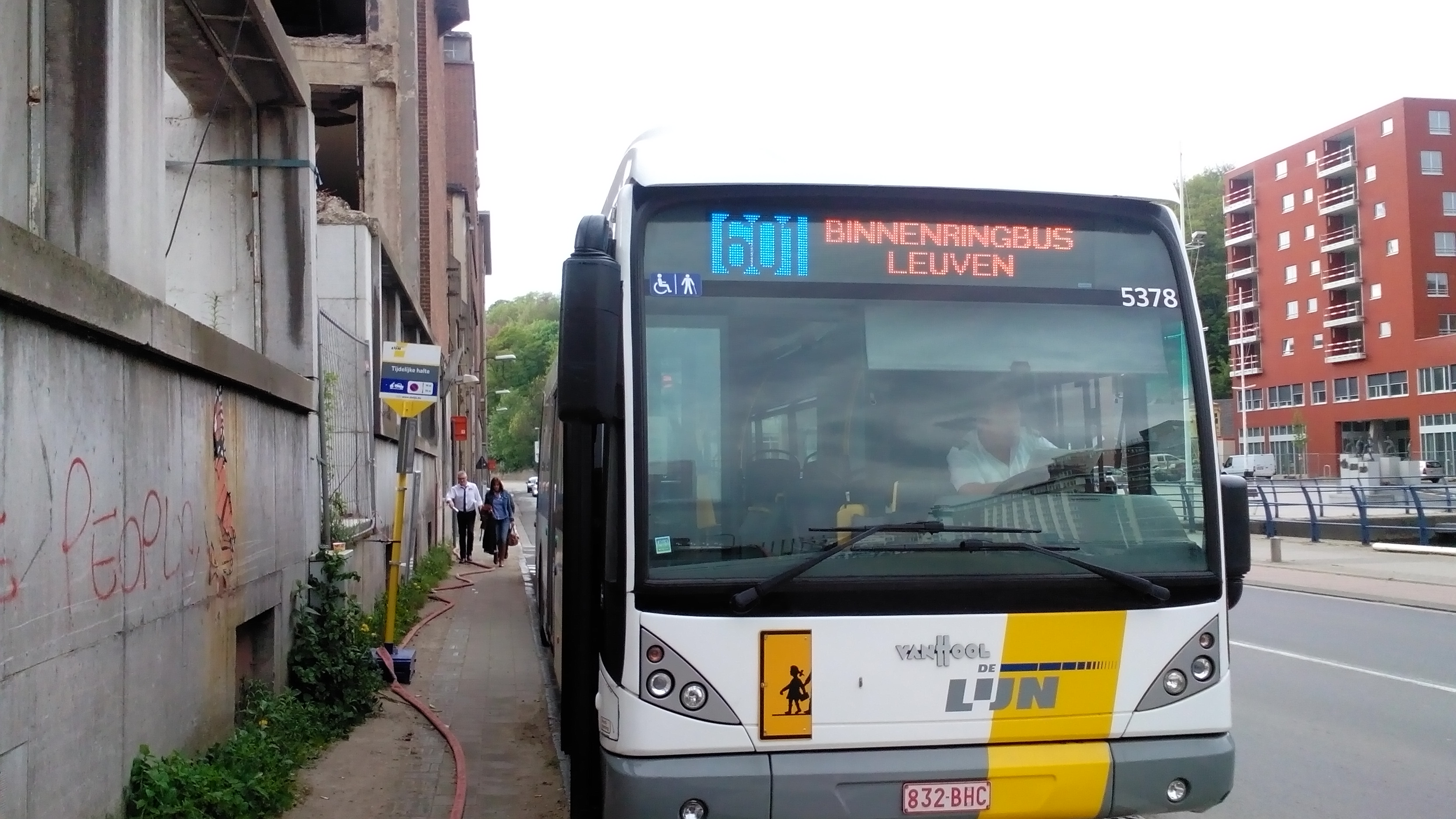
Binnenringbus 601 Leuven Vaartkom De Lijn op de eerste dag dat de lijn in dienst werd genomen.

Lijn 601 (en vanaf dan ook lijn 600) bedienen ook de Vaartkom in Leuven, een wijk met vele nieuwbouwprojecten die beter ontsloten diende te worden door het openbaar vervoer. Tot nog toe kwam daar slechts om de zoveel uur tijdens de spits een bus van Lijn 4 langs.
Lijn 601 biedt de kortste reistijd van Gasthuisberg naar het station, de reistijd wordt hiermee gereduceerd van 12 minuten (voorheen met bus 600) tot 7 minuten. Mogelijke verkeersdrukte op het vernieuwde viaduct op de Lüdenscheidsingel richting Artoisplein wordt vermeden doordat de bussen van lijn 601 op dit viaduct kunnen rijden op een busstrook.

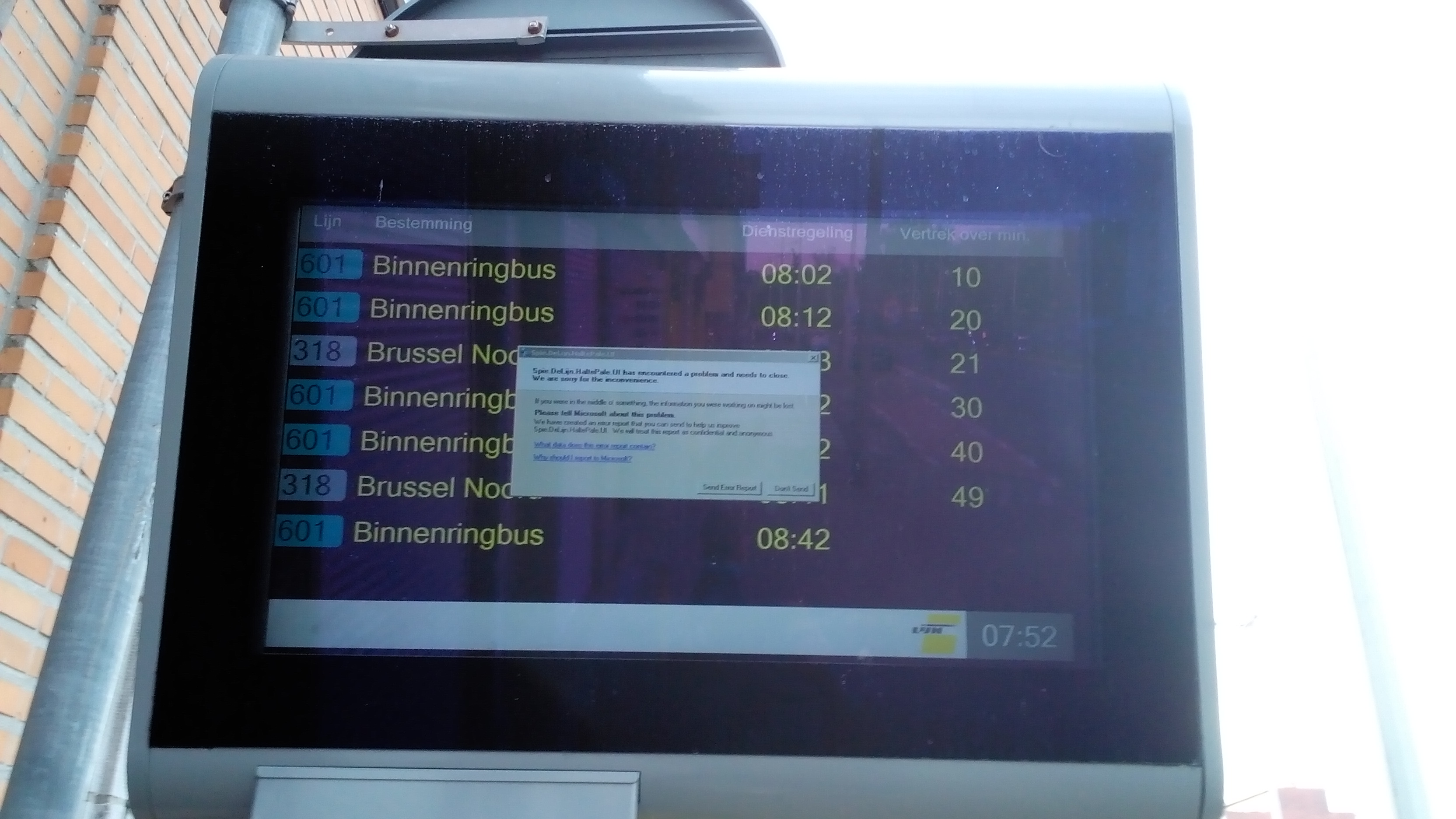
Scherm met real time informatie over De Lijn 601 en 318 aan de Naamsepoort te Leuven (met foutmelding)

Bij de inhuldiging van de nieuwe lijn op 22 april merkte burgemeester Louis Tobback op dat er aan de noordkant van de ring best nog een halte zou bij komen.

## Externe verwijzingen
- Website De Lijn